# غورميتي (مسلسل تلفزيوني 2012)
غورميتي (Gormiti Nature Unleashed) هو برنامج عرض على قناة كرتون نتورك بالعربية وقصته هي أن هناك جزيرة كبيرة اسمها «غورم» فيها 5 قبائل (النار، الماء، الهواء، الأرض، الغابة) وكان هناك حجر عجيب يحمي تلك الجزيرة، لكن في أحد الأيام غورميتي من قبيلة النار اسمه «ماجور» واختل التوازن في المنطقة بسبب ذلك، فواجهه أربعة أبطال كل منهم من قبيلة أخرى وهزموه فانقسم حجر الغورم إلى 4 أقسام فأخذ كل واحد جزء وخبأه كي لا يحصل عليه الأعداء وقاموا ببناية سور كبير يقسم بين القبائل وقاموا بحجز «ماجور».
عندما يعود خطر قديم للظهور من جديد، على الأمراء الصغار الذين يفتقرون للخبرة، والقادمون من مناطق الجزيرة جورم المقسمة - الهواء، الغابة، الأرض والبحر، تعلم إتقان قوى الطبيعة. يعلمهم على ذلك حكيم قديم ويساعدهم للتحول إلى أعظم أبطال عصرهم: لوردات الطبيعة الذين لا يقهرون! اللوردات الأقوياء سيكونون قادرون على إستدعاء قوى الجورميتي الضائعة - وكل منها لديها قوة لا يستهان بها.

## الشخصيات

### الأبطال
- أغروم أو لورد التربة
  - المدبلج العربي: عمر جاهين

لورد أغروم يتمتع بشخصية فضولية، إنه شجاع وطيب القلب ويحب قبيلته، ولكنه يختلف عن جميع لوردات أرض جورميتا: إنه يؤمن بأن المفتاح لهزيمة ماغور يكمن في اتحاد كافة القبائل في جورم. أرغوم يحمل مطرقة ضخور ضخمة وهو مستعد لقيادة الأمراء الأخرون من جورم لخوض معركة ملحمية جديرة بحقبة قديمة!
- نوكتيس أو لورد الهواء

صغير، قوي ومتغطرس، لورد نوكتيس يتحكم بقبيلة الهواء.سلاحه شفرة حادة ذات حدين وهو يستعمل قوى الرياح والعواصف الهوجاء لمحاربة أعدائه! ينحدر من عائلة نبيلة وأبوه ملك نادار. نوكتيس هو أمير جورم ويدرك أكثر من أي شخص آخر قوى سلاحه المتمثلة بحجر جورم، وهذا يجعله واحد من أقوى اللوردات في الطبيعة.
- بيرون أو لورد الماء

أمير البحر هو الأكثر سلمية بين لوردات الطبيعة الأربع. ولكن، قد يبدو لورد بيرون في بعض الأحيان خجول وأخرق، ولكنه يتمتع بإرادة صلبة للوقوف ضد الأشرار! إنه يشبه البحر الساكن الذي يخبئ العواصف الهوجاء والعاتية، لا يجب الإستخفاف بهدوء بيرون فوراء هذا الهدوء محارب بروح شرسة، وهو جاهز للتضحية بكل ما يملك من أجل جورم!
- تاسارو أو لورد الغابة

الأضغر والأكثر ودية بين أمراء جورم، تاسارو هو لورد الغابة الشجاع، وهو أقوى محارب في قبيلته.
المملكة النباتية كلها تحت إمرته، أعداء تاسارو هم أعداء الطبيعة نفسها! سلاح لورد تاسارو الكرمة التي يستعملها لإيقاف أعدائه، فالأغصان والجذور للضرب، أما البذور والأشواك فيستخدمها كالرصاص: لورد الغابة على أهبة الإستعداد للقتال!
- أولد سايج

هو عجوز كبير في السن لكنه يعلم الكثير عن أمور غورم يعتبر الشخص الأكثر حكمة، وهو شقيق ماجور ويقوم دائما بإرشاد لوردات غورم إلى الصواب.

### الأشرار
- ماجور

تم هزيمته في القدم من قبل لوردات الطبيعة، ولكن ماغور يظهر مجدداً في العصر الحاضر للمطالبة بعرشه القائم على الشر! حتى لو كان محروم من قوى حجرة جورم، يبقى ماغور يجسد الخوف والرعب على جزيرة غورم. لوردات الطبيعة لن يستطيعوا التغلب عليه بسهولة: ماغور عاد مجدداً ليزرع الرعب وهو جاهز للقيام بأي عمل لإستعادة سلطته!
- فايرس بيتر

أقسى جنرالات ماغور، فاير سبيتر هو كائن مستعر مسلح بمنجل الحمم القاتلة القادر على اختراق الجدران السميكة! لحسن حظ أبطالنا، تقترن قسوته بغبائه! اللوردات غالبا ما استعملوا غطرسته للإيقاع به، لكن الفوز عليه لا يكون سهلاً!
- أندرال

الأكثر غدراً بين جنرالات ماغور، حلم أندرال هو أن يصبح اللورد الجديد للبركان عن طريق خيانة سيده وأخذ قوته! إنه قادر حتى على خداع قبيلة الهواء النبيلة، أندرال يشكل تهديدا حقيقيا لمجلس لوردات الطبيعة! على أبطالنا تجاهل كلماته وإلا تحول واحد ضد الآخر!
- سيفين

شخصية غامضة تصر على إخفاء أصولها، انه لا يخبر أحدا عن القبيلة التي كان ينتمي لها قبيل قبل الانضمام إلى الجانب المظلم من القوة والجنون. غطس في الحمم البركانية لتحوله إلى كائن مخيف، والآن لمسته يمكن أن تذبل وتدمر كل كائن حي يجتاز دربه!
- فيوم

فيوم هو نينجا البركان، ويشكل خطر حقيقي لأبطالنا: لا أحد يستطيع توقع هجومه إلا إذا أراد هو ذلك، ولا أحد يستطيع سماع هجومه إلا بعد فوات الآوان! لديه قدرة الاختفاء في سحابة دخان ليعود ويظهر في مكان آخر وعلى بعد أمتار متعددة، سلاحه الحمم المستعرة وهو قاتل لأعدائه وهذا ينطبق أيضاً على حلفائه!

## روابط خارجية
- غورميتي (مسلسل تلفزيوني 2012) على موقع IMDb (الإنجليزية)
- غورميتي (مسلسل تلفزيوني 2012) على موقع كينوبويسك (الروسية)
- غورميتي (مسلسل تلفزيوني 2012) على موقع قاعدة بيانات الفيلم (الإنجليزية)

## وصلات
كرتون نتورك بالعربية